# Bastian Schweinsteiger
Bastian Schweinsteigerⓘ (n. 1 august 1984, Kolbermoor, Bavaria, Germania de Vest) este un fotbalist german retras din activitate. A jucat ultima dată pe postul de mijlocaș la clubul Chicago Fire în MLS. După retragerea lui Philipp Lahm de la națională, pe 2 septembrie 2014, Schweinsteiger a fost numit căpitan al echipei naționale de fotbal a Germaniei.
Schweinsteiger a petrecut 13 sezoane la Bayern München, jucând pentru club 342 de meciuri în toate competițiile și marcând 45 goluri. Palmaresul său de club cu Bayern include opt titluri Bundesliga, șapte cupe DFB-Pokal, un titlu UEFA Champions League, un Campionat Mondial de Fotbal și două DFB-Ligapokal. În anul 2015, s-a transferat la clubul englez Manchester United.

## Biografie
Bastian Schweinsteiger este cel de-al doilea fiu al unui întreprinzător privat, Alfred, el însuși un pasionat al sportului. A absolvit Dientzenhofer Realschule (liceu cu profil real) din localitatea Brannenburg (districtul Rosenheim, în Bavaria Superioară - Oberbayern) și, ulterior, a urmat cursurile unei școli comerciale locale.

## Carieră
Bastian Schweinsteiger a debutat în fotbal la 6 ani, după ce, încă de la vârsta de 4 ani, cochetase cu schiul, disciplină sportivă practicată pe scară largă în Bavaria, datorită vecinătății Alpilor bavarezi. A devenit membru al echipei de juniori FV Oberaudorf în anul 1990 și, doi ani mai târziu, al grupării TSV 1860 Rosenheim.

### Bayern München
Din anul 1998 a activat la secțiunea tineret a clubului FC Bayern München, cu care a obținut titlul de campion național în ediția 2001-2002 a campionatului.
Începând cu anul 2002 (1 iulie) a fost inclus în rândul fotbaliștilor profesioniști. Evenimentul a avut loc odată cu înlocuirea lui Mehmet Scholl, pe 13 noiembrie 2002, într-o rundă preliminară a Champions League, în partida disputată contra echipei RC Lens, prilej cu care a lăsat o frumoasă impresie. Primele goluri în Bundesliga (decembrie 2002) le-a înscris pe parcursul meciului de cupă disputat cu 1. FC Köln, încheiată în favoarea bavarezilor, care și-au apropiat victoria pe teren propriu cu scorul de 8:0.
La data de 27 aprilie 2008, Schweinsteiger a purtat pentru prima dată banderola de căpitan la FC Bayern München, în absența lui Oliver Kahn și a lui Lúcio. De atunci Bastian și-a etalat talentul atât pe partea stângă, cât și pe cea dreaptă a terenului, dar din ediția 2009-2010 a evoluat cu predilecție în postul de mijlocaș central, pe atunci în compania lui Mark van Bommel, care deținea postul de căpitan al echipei.
În sezonul 2010-2011 și-a conturat imaginea de component de bază al lotului bavarez, pentru care a marcat goluri decisive. După încheierea partidei disputate contra echipei FC St. Pauli (11 decembrie 2010), Bastian Schweinsteiger și-a anunțat, la stația de amplificare a stadionului, prelungirea contractului cu clubul münchenez până în anul 2016 (30 iunie). După titularizarea lui Philipp Lahm în postul de căpitan, lui Schweinsteiger i se atribuie tot mai adesea titulatura de vicecăpitan al formației bavareze.
În timpul meciului retur contând pentru calificarea în fazele superioare ale Champions League, disputat împotriva echipei SSC Napoli la sfârșitul lunii noiembrie 2011, Bastian a suferit o fractură de claviculă, ceea ce a determinat absența sa de pe terenul de fotbal până în februarie 2012, când a reintrat în meciul de cupă disputat cu VfB Stuttgart însă, incomplet refăcut, s-a accidentat din nou și a rămas în afara gazonului timp de mai multe săptămâni. A reintrat în 11-ele de bază, purtând în continuare numărul 31 pe tricou, în memorabila dată de 25 aprilie 2012, ocazie cu care a transformat lovitura de departajare decisivă din meciul de calificare în finala Champions League, partidă tranșată de münchenezi în detrimentul echipei Real Madrid. Schweinsteiger nu a reușit să egaleze această performanță în așa-numita Finale Dahoam disputată pe teren propriu, contra celor de la FC Chelsea, la data de 19 mai 2012.
La data de 29 septembrie 2012, Schweinsteiger a înregistrat, la Bremen, cea de-a 400-a participare a sa într-un meci desfășurat sub culorile clubului FC Bayern.
Pe 6 aprilie 2013, în cea de-a 28-a etapă a sezonului 2012-2013, Schweinsteiger a înscris cu călcâiul golul decisiv pentru FC Bayern în meciul disputat contra grupării Eintracht Frankfurt, datorită căruia echipa a câștigat (scor: 1-0), ceea ce a pecetluit cea mai timpurie câștigare a campionatului din istoria semicentenară a Bundesligii.
În urma performanței înregistrate prin realizarea „triplei” (Campionatul Germaniei, Cupa Germaniei, Cupa UEFA Champions League) și ținând seama, de asemenea, de prestația sa remarcabilă pe parcursul sezonului, Bastian Schweinsteiger a fost desemnat, în luna iulie 2013, „Fotbalistul anului” în Germania. Antrenorul de atunci al clubului, Jupp Heynckes, l-a declarat cel mai bun mijlocaș din lume și a spus atunci că și-ar dori ca unul dintre Schweinsteiger, Franck Ribéry sau Thomas Müller să câștige Balonul de Aur FIFA.
La data de 9 august 2013, Bastian Schweinsteiger a intrat pe teren în primul său meci în sezonul 2013-2014 împotriva echipei Borussia Mönchengladbach, atingând borna cu numărul 300 în ceea ce privește partidele disputate în Bundesliga.
În sezonul 2013-2014, Schweinsteiger a suferit o operație la gleznă. Din cauza durerilor persistente, la 13 noiembrie 2013 a fost supus unei noi intervenții chirurgicale în Elveția. A revenit pe teren la data de 12 februarie 2014, în 11-le de bază al münchenezilor, la partida contând pentru sferturile de finală ale Cupei Germaniei împotriva formației Hamburger SV. După numai trei zile a urmat revenirea în confruntările din Bundesliga, în jocul cu SC Freiburg.
Schweinsteiger a marcat golul egalizator din meciul contra lui Manchester United din prima manșă a sferturilor de finală a Ligii Campionilor 2013-2014, pe Old Trafford, dar ulterior a primit cartonașul roșu.
Și-a făcut debutul în Bundesliga 2014-2015 într-o victorie cu 4–0 în fața lui TSG 1899 Hoffenheim după ce a absentat 11 etape. A intrat în locul lui Mario Götze în minutul 78 al meciului. Pe 16 mai 2015, după asigurarea tilului cu Bayern, Bastian a deschis scorul într-o înfrângere cu 2–1 în fața lui SC Freiburg Pe 23 mai 2015, Schweinsteiger a bifat cea de-a 500-a apariție a sa pentru Bayern..

### Manchester United
Pe 13 iulie 2015, Manchester United a finalizat transferul lui Schweinsteiger de la Bayern, semnând cu jucătorul un contract pe o durată de trei ani, suma de transfer nefiind divulgată Schweinsteiger a petrecut la Bayern 17 ani..

## Echipa națională
Bastian Schweinsteiger a disputat primul său meci la naționala Under 16 în anul 2000. A debutat la naționala U-18 pe 31 iulie 2001 (chiar în ajunul celei de-a 17-a aniversări a zilei de naștere), contra reprezentativei din Trinidad-Tobago, partidă încheiată cu scorul de 5:0 în favoarea Panzer-elor. A evoluat de 11 ori în acest lot, pentru care a reușit să marcheze două goluri. Același număr de reușite l-a consemnat și în urma evoluției sale în tricoul reprezentativei U-19, disputând șapte jocuri. În lotul U-21 al Germaniei a debutat la 17 februarie 2004, când a și înscris unicul gol care a consacrat victoria împotriva reprezentativei Elveției.
A devenit component al primei reprezentative germane, purtând tricoul cu numărul 7, în meciul desfășurat la Kaiserslautern și încheiat cu scorul de 2:0 în favoarea oaspeților, respectiv echipa națională a Ungariei, la data de 6 iunie 2004.

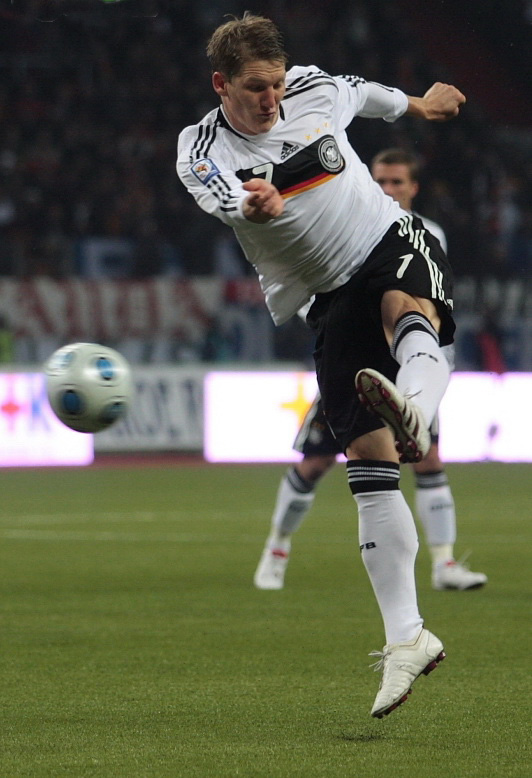
Schweinsteiger șutând într-un meci pentru naționala Germaniei, în 2009

Ca membru al Nationalmannschaft, Schweinsteiger a participat la turneul Campionatului European de Fotbal 2004 găzduit de Portugalia, la Cupa Mondială 2006 organizată de Germania, la meciurile din cadrul EURO 2008 disputate în Austria și Elveția, precum și la Campionatul Mondial de Fotbal 2010 care a avut loc în Republica Africa de Sud.
În finala „mică” a Campionatului Mondial de Fotbal 2006 găzduit de țara sa natală, Bastian a punctat de două ori în meciul disputat contra Portugaliei și a fost autorul pasei decisive care a pecetluit victoria reprezentativei germane cu scorul final de 3:1. După încheierea celor 90 de minute regulamentare, a fost declarat „omul meciului”. Această performanță a foost reeditată doi ani mai târziu, când a beneficiat de o reușită și a expediat două pase de gol lui Miroslav Klose și lui Michael Ballack în meciul susținut, de asemenea, în compania reprezentativei portugheze conduse de un alt număr 7 nu mai puțin celebru, Cristiano Ronaldo.
Cu ocazia primului său meci la Campionatul European de Fotbal, în 20 august 2008, Schweinsteiger a preluat, tot pentru prima dată, banderola de căpitan al naționalei germane (de la Miroslav Klose). La data de 6 mai 2010, a fost convocat, de către selecționerul Joachim Löw, să participe la Campionatul Mondial de Fotbal din Africa de Sud. La acest turneu, Schweinsteiger a oferit trei pase decisive în cele șapte meciuri, fiind la egalitate la acest capitol cu Dirk Kuyt, Kaká, Thomas Müller și Mesut Özil. Prestația sa a contribuit la ocuparea celei de-a treia poziții în clasamentul turneului final de către Germania. De asemenea, a fost nominalizat drept component al All-Star-Team a FIFA, aspirând și la trofeul Balonul de aur, alături de zece alți jucători. În disputa contra „selecționatei celeste”, dintre ai cărei componenți se detașa net Lionel Messi, contând pentru sferturile de finală ale competiției și încheiată cu scorul de 4:0, a strălucit din nou și a fost desemnat „omul meciului”.

Înainte de startul EURO 2012 din Polonia și Ucraina, Bastian Schweinsteiger - devenit, între timp, „lider emoțional” - a adunat 90 de selecții la reprezentativa Germaniei, pentru care a înscris 23 de goluri, cota sa de piață fiind estimată la aproximativ 38 de milioane EUR.
Pe 15 octombrie 2013 Bastian a bifat cel de-al 100-lea meci în tricoul naționalei germane, de la debutul din anul 2004, într-o victorie cu 5–3 în fața naționalei Suediei. În acest interval, a luat parte la nu mai puțin de cinci turnee finale: Campionatului European de Fotbal 2004 din Portugalia, Campionatul Mondial de Fotbal 2006 din Germania, Campionatul European de Fotbal din Austria și Elveția, Campionatul Mondial de Fotbal 2010 din Africa de Sud și EURO 2012 din Polonia și Ucraina.
Pe 13 iulie 2014, Bastian Schweinsteiger, a devenit campion al lumii cu naționala Germaniei. Performanța a fost obținută în urma victoriei cu 1:0 din partida cu Argentina, considerată drept una dintre cele mai spectaculoase în cariera jucătorului. În pofida atacurilor dure suferite, a făcut față cu brio pe parcursul celor 120 de minute ale acestei înfruntări literalmente sângeroase pentru el.
După retragerea lui Philipp Lahm de la naționala Germaniei, la 2 septembrie 2014 Schweinsteiger a fost numit căpitan al Mannschaft-ului.

## Stilul de joc
La începutul carierei, Bastian Schweinsteiger a evoluat în postul de extremă și ca servant. Pe durata antrenoratului lui Louis van Gaal la FC Bayern, a fost mutat pe postul de mijlocaș central în scopul de a oferi pase celor doi atacanți Arjen Robben și Franck Ribéry, pentru ca, ulterior, să fie utilizat ca închizător. Schweinsteiger dispune de un dribling excelent, un control al balonului deosebit, o capacitate de atac impresionantă și este autorul unor pase de mare finețe. Știe cum să se poziționeze, calitate indispensabilă pentru marcarea unor goluri spectaculoase. De asemenea, fotbalistul de picior drept și-a demonstrat abilitatea de a șuta de la mare distanță și de a înscrie din lovituri libere.

## Viața personală
Fratele său, Tobias Schweinsteiger (n. 12 martie 1982, Rosenheim, Bavaria, Republica Federală Germania), este, de asemenea, jucător profesionist de fotbal și activează, pe post de atacant, la clubul Bayern München II. Numărul pe care „Tobi” îl poartă pe tricou este 7, identic cu cel al fratelui său la echipa națională. Pasiunea comună a celor doi, după schi, este golful.
O altă disciplină sportivă preferată de Bastian Schweinsteiger este baschetul, prin intermediul căruia a legat o trainică prietenie cu vedeta clubului bavarez Steffen Hamann. A fost desemnat totodată membru de onoare al fanclubului Bigreds, din care fac parte suporteri ai baschetului bavarez. Bastian își manifestă adesea entuziasmul după marcarea unui gol imitând o aruncare la coș.
Din luna mai 2007 până în iulie 2014 a fost logodit cu fotomodelul Sarah Brandner, cu care a locuit la München. În luna februarie 2015, avocata jucătorului de fotbal a anunțat că între acesta și jucătoarea de tenis Ana Ivanović „există o relație stabilă”. Schweinsteiger este romano-catolic.
Pe o minge de fotbal aflată în Biserica Iezuită din orașul Heidelberg se poate observa, din anul 2014, următoarea afirmație atribuită lui Bastian Schweinsteiger: „Cred, pur și simplu, că divinitatea face parte din jocul vieții mele”.
Nu sunt mulți fotbaliști, chiar și de prestigiu, care să intre în grațiile conducătorului statului. Dar stoperul bavarez este, încă de ani buni, jucătorul preferat al cancelarului Germaniei, Angela Merkel, care aproape că nu ratează niciun meci al naționalei. În astfel de ocazii, șeful guvernului german își face timp să socializeze cu Bastian, să-l încurajeze și să-i ureze succes.
Schweinsteiger s-a plasat, grație carismei sale, în prim-planul a numeroase clipuri publicitare, iar interacțiunea sa cu publicul este exemplară, spre deliciul telespectatorilor. El este și eroul principal al spoturilor de promovare a clubului münchenez în care apare alături de mascota acestuia, simpaticul urs Berni.

## Statistici carieră

### Club
La 14 iulie 2015.
| Club              | Sezon        | Campionat        | Campionat | Campionat | Cupă    | Cupă   | Cupa Ligii | Cupa Ligii | Continental | Continental | Altele  | Altele | Total   | Total  | Ref.   |
| Club              | Sezon        | Ligă             | Meciuri   | Goluri    | Meciuri | Goluri | Meciuri    | Goluri     | Meciuri     | Goluri      | Meciuri | Goluri | Meciuri | Goluri | Ref.   |
| ----------------- | ------------ | ---------------- | --------- | --------- | ------- | ------ | ---------- | ---------- | ----------- | ----------- | ------- | ------ | ------- | ------ | ------ |
| Bayern München II | 2001–02      | Regionalliga Süd | 4         | 0         | —       | —      | —          | —          | —           | —           | —       | —      | 4       | 0      |        |
| Bayern München II | 2002–03      | Regionalliga Süd | 23        | 2         | 1       | 0      | —          | —          | —           | —           | —       | —      | 24      | 2      | [ 32 ] |
| Bayern München II | 2003–04      | Regionalliga Süd | 3         | 0         | —       | —      | —          | —          | —           | —           | —       | —      | 3       | 0      | [ 32 ] |
| Bayern München II | 2004–05      | Regionalliga Süd | 3         | 0         | 1       | 0      | —          | —          | —           | —           | —       | —      | 4       | 0      | [ 33 ] |
| Bayern München II | Total        | Total            | 33        | 2         | 2       | 0      | —          | —          | —           | —           | —       | —      | 35      | 2      |        |
| Bayern München    | 2002–03      | Bundesliga       | 14        | 0         | 1       | 2      | 0          | 0          | 1           | 0           | —       | —      | 16      | 2      | [ 34 ] |
| Bayern München    | 2003–04      | Bundesliga       | 26        | 4         | 3       | 0      | 1          | 0          | 3           | 0           | —       | —      | 33      | 4      | [ 35 ] |
| Bayern München    | 2004–05      | Bundesliga       | 26        | 3         | 5       | 0      | 0          | 0          | 7           | 1           | —       | —      | 38      | 4      | [ 33 ] |
| Bayern München    | 2005–06      | Bundesliga       | 30        | 3         | 4       | 0      | 1          | 0          | 7           | 0           | —       | —      | 42      | 3      | [ 36 ] |
| Bayern München    | 2006–07      | Bundesliga       | 27        | 4         | 3       | 0      | 2          | 0          | 8           | 2           | —       | —      | 40      | 6      | [ 37 ] |
| Bayern München    | 2007–08      | Bundesliga       | 30        | 1         | 4       | 0      | 2          | 1          | 12          | 0           | —       | —      | 48      | 2      | [ 38 ] |
| Bayern München    | 2008–09      | Bundesliga       | 31        | 5         | 4       | 2      | —          | —          | 9           | 2           | —       | —      | 44      | 9      | [ 39 ] |
| Bayern München    | 2009–10      | Bundesliga       | 33        | 2         | 4       | 1      | —          | —          | 12          | 0           | —       | —      | 49      | 3      | [ 40 ] |
| Bayern München    | 2010–11      | Bundesliga       | 32        | 4         | 5       | 2      | —          | —          | 7           | 2           | 1       | 0      | 45      | 8      | [ 41 ] |
| Bayern München    | 2011–12      | Bundesliga       | 22        | 3         | 3       | 1      | —          | —          | 11          | 1           | —       | —      | 36      | 5      | [ 42 ] |
| Bayern München    | 2012–13      | Bundesliga       | 28        | 7         | 5       | 0      | —          | —          | 12          | 2           | —       | —      | 45      | 9      | [ 43 ] |
| Bayern München    | 2013–14      | Bundesliga       | 23        | 4         | 4       | 1      | —          | —          | 8           | 3           | 1       | 0      | 36      | 8      | [ 44 ] |
| Bayern München    | 2014–15      | Bundesliga       | 20        | 5         | 2       | 0      | —          | —          | 6           | 0           | 0       | 0      | 28      | 5      | [ 45 ] |
| Bayern München    | Total        | Total            | 342       | 45        | 47      | 9      | 6          | 1          | 103         | 13          | 2       | 0      | 500     | 67     |        |
| Manchester United | 2015–16      | Premier League   | 18        | 1         | 2       | 0      | 1          | 0          | 10          | 0           | —       | —      | 31      | 1      | [ 32 ] |
| Manchester United | 2016–17      | Premier League   | 0         | 0         | 2       | 1      | 1          | 0          | 1           | 0           | 0       | 0      | 4       | 1      | [ 32 ] |
| Manchester United | Total        | Total            | 18        | 1         | 4       | 1      | 2          | 0          | 11          | 0           | —       | —      | 35      | 2      | —      |
| Chicago Fire      | 2017         | MLS              | 24        | 3         | 1       | 0      | —          | —          | —           | —           | 0       | 0      | 25      | 3      | [ 46 ] |
| Career total      | Career total | Career total     | 418       | 51        | 54      | 10     | 8          | 1          | 114         | 13          | 2       | 0      | 596     | 75     | —      |

- 1.^Statisticile includ DFL-Supercup.

## Palmares

### Club
Bayern München Juniori
- Bundesliga Under 17 : 2001
- Bundesliga Under 19: 2002

Bayern München II
- Regionalliga Süd: 2003–04

Bayern München
- Bundesliga: 2002–03, 2004–05, 2005–06, 2007–08, 2009–10, 2012–13, 2013–14, 2014–15
- DFB-Pokal: 2002–03, 2004–05, 2005–06, 2007–08, 2009–10, 2012–13, 2013–14
- DFB-Ligapokal: 2004, 2007
- DFL-Supercup: 2010, 2012
- UEFA Champions League: 2012–13
- Supercupa Europei: 2013
- Campionatul Mondial al Cluburilor FIFA: 2013

### Internațional
Germania
- Campionatul Mondial de Fotbal: 2014

Locul 3: 2006, 2010
- Cupa Confederațiilor FIFA

Locul 3: 2005
- Campionatul European de Fotbal

Finalist: 2008
Locul 3: 2012

### Individual
- Silbernes Lorbeerblatt: 2006, 2010, 2014[50]
- FIFA World Cup Dream Team: 2010[51]
- Cele mai multe pase decisive la Campionatul Mondial de Fotbal: 2010 (3, împărțit cu Thomas Müller, Mesut Özil, Kaká, și Dirk Kuyt)
- ESM Team of the Year: 2012–13[52]
- Fotbalistul anului în Germania: 2013[9][10]
- UEFA Best Player in Europe Award 2013: (locul 7)[53]